# Hans Humbser

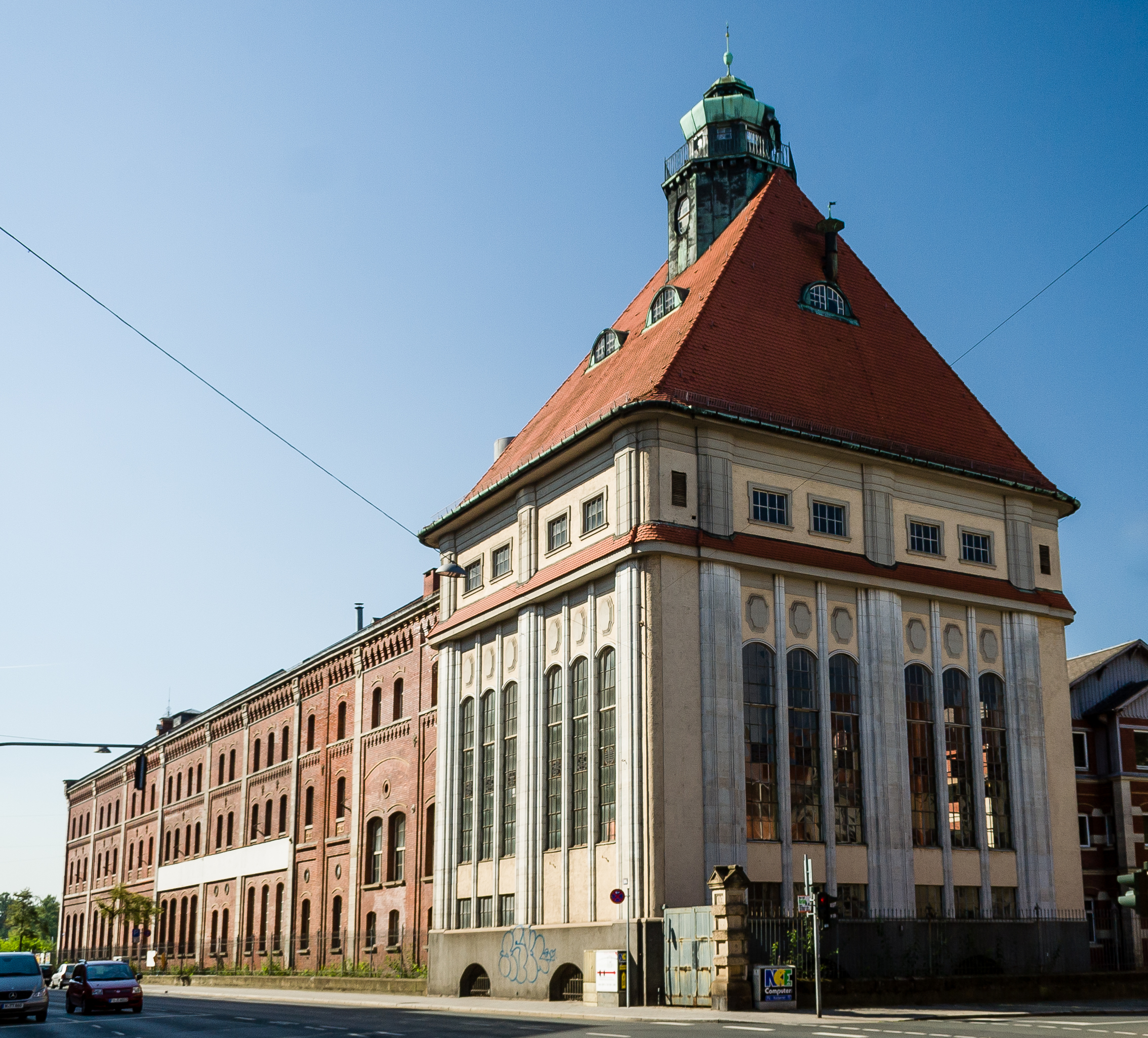
Ehemaliges Sudhaus der Brauerei Joh. Humbser in Fürth

Hans Johann Georg Karl Humbser (* 10. Mai 1860 in Fürth; † 21. Februar 1926 in Chur) war ein deutscher Brauereibesitzer und Stifter.
Er trat 1884 in die Führung der elterlichen Brauerei Joh. Humbser in Fürth ein, die er mit großem überregionalem Erfolg ausbaute. Von 1913 bis 1926 war er Präsident des Deutschen Brauerbundes.

## Ehrungen
Hans Humbser wurde 1904 der Titel des Kommerzienrats verliehen, 1911 der des Geheimen Kommerzienrats.
Nach seinem Tod pflanzte der Verschönerungsverein seiner Heimatstadt Fürth 1929 zu seinem Andenken die „Humbserlinde“. Eine durch Johannes Götz geschaffene Bronzebüste im Fürther Stadtpark wurde 1942 demontiert und wohl im Zuge der Metallspende eingeschmolzen.